# Oh! Happy Day
Oh! Happy Day (오! 해피데이?, O! HaepideiLR) è un film del 2003 co-scritto e diretto da Yun Hak-ryeol.

## Trama
Hee-ji è una ragazza che si innamora del direttore di un centro medico, Hyun-joon: la giovane si innamora a prima vista, e per mettersi insieme a lui arriva persino a leggere di nascosto il suo diario, cercando infine di fare in modo che la sua fidanzata lo lasci.

## Distribuzione
In Corea del Sud la pellicola è stata distribuita a livello nazionale dalla Cinema Service, a partire dal 18 aprile 2003.